# Đá Văn Nguyên
Đá Văn Nguyên (tiếng Anh: Jones Reef; tiếng Trung: 漳溪礁; bính âm: Zhāngxī jiāo, Hán-Việt: Chương Khê tiêu) là một rạn san hô thuộc cụm Sinh Tồn của quần đảo Trường Sa. Đá này nằm về phía tây nam đá Ninh Hòa và phía đông bắc đá Phúc Sĩ.
Đá Văn Nguyên được đặt tên theo vị cai đội Hoàng Sa Phạm Văn Nguyên. Năm Minh Mạng thứ 16, tức năm 1835, Phạm Văn Nguyên và hải đội nhận lệnh ra Hoàng Sa. Khi trở về, ông và tùy tùng có phần chậm trễ nên phải chịu phạt. Tuy nhiên, theo châu bản triều Nguyễn, nội các đã vâng mệnh truyền dụ tha tội cho Phạm Văn Nguyên:
Cai đội Phạm Văn Nguyên được phái đi Hoàng Sa, khi trở về dềnh dàng quá hạn, đã có chỉ giao cho Bộ [Công] trị tội. Nhưng qua tra xét, chưa thấy có biểu hiện tư tệ. Vả lại, lần này được phái đi ra biển thực hiện công vụ chu đáo, rất đáng được dự thưởng. Duy quản viên Phạm Văn Nguyên khi trở về, có sự tự mãn, đi lại rất không hợp cách, trước đã bị cách chức, bị bắt gông. Nay giao cho Bộ xét phạt đánh đòn 80 trượng nhưng gia ân tha, cho khôi phục lại chức cũ.— Nội các (triều Nguyễn), Châu bản triều Nguyễn, tập 54-tờ 94, ngày 13 tháng 7 năm 1835.

Đá Văn Nguyên là đối tượng tranh chấp giữa Việt Nam, Đài Loan, Philippines và Trung Quốc. Hiện chưa rõ nước nào thực sự kiểm soát đá này.